# Perry White (O Planeta Diário)
Perry White foi um editor fictício do tablóide brasileiro de humor O Planeta Diário, criado em dezembro de 1984 por Hubert, Reinaldo e Cláudio Paiva.
Tal como o próprio jornal, Perry White deve seu nome aos quadrinhos do Super-Homem, parte do conceito saudosista da publicação.
O Perry White do jornal de humor, porém, pouco tinha a ver com o dos quadrinhos. Era apresentado como o exemplo supremo do velho homem de imprensa conservador, pronto a vender a opinião do jornal a quem pagar melhor, aparentemente alheio à depravação sexual de sua mulher (a Baronesa White) e de suas três filhas.
Perry White assinava os editoriais do Planeta e era regularmente louvado em foto-legendas (quase sempre com imagens extraídas da National Geographic) que exaltavam suas façanhas pelo mundo.
O sucesso de Perry White resultou numa série de colunas publicadas na Folha de S. Paulo. Em 1986 as melhores colunas foram reunidas no livro Apelo à razão (Núcleo 3/Studio Alfa).
Em 1987, sob pressão judicial da DC Comics, O Planeta Diário renunciou ao uso do nome Perry White. Com isso, o personagem desapareceu do jornal. Muito de seu conceito original foi resgatado com a criação de Agamenon Mendes Pedreira, colunista do jornal O Globo, por Hubert e Marcelo Madureira.